# Апшер (округ, Западная Виргиния)
Округ Апшер (англ. Upshur County) располагается в США, штате Западная Виргиния. По состоянию на 2010 год численность населения составляла 24 254 человек. В округе только один инкорпорированный город — административный центр Бакханнон. В Апшере 6 судебных округов, одна старшая школа, одна средняя школа и 9 начальных школ.
Округ Апшер был создан 26 марта 1851 года из частей округов Рэндольф, Льюис и Барбор. Округ получил своё название в честь американского политического и государственного деятеля Абеля Паркера Апшера.

## География
По данным Бюро переписи США, общая площадь округа равняется 918,9 км², из которых 918,4 км² суша и 0,3 км² или 0,03 % это водоёмы. В округе находится исток реки Уэст-Форк.

### Соседние округа
- Гаррисон (Западная Виргиния) — север
- Барбор (Западная Виргиния) — северо-восток
- Рандолф (Западная Виргиния) — юго-восток
- Уэбстер (Западная Виргиния) — юг
- Льюис (Западная Виргиния) — запад

## Демография
По данным переписи населения 2010 года, в округе проживает 24 254 жителя в составе 9619 домашних хозяйств и 6528 семей. Плотность населения составляет 26,4 человек на км². На территории округа насчитывается 11 099 жилых строений, при плотности застройки 12,1 строений на км². Расовый состав населения: белые — 97,6 %, афроамериканцы — 0,7 %, коренные американцы (индейцы) — 0,2 %, азиаты — 0,4 %, представители других рас — 0,2 %, представители двух или более рас — 1,0 %. Испаноязычные составляли 1,0 % населения независимо от расы.
Из 9619 домашних хозяйств в 25,7 % проживают дети в возрасте до 18 лет, 54,0 % домашних хозяйств представляют собой супружеские пары, в 9,6 % семей женщины проживали без мужей, в 4,3 % семей мужчины проживали без жён, 32,1 % не имели семьи. В среднем домашнее хозяйство ведут 2,40 человек, а средний размер семьи — 2,88 человека. В одиночестве проживали 32,1 % населения, 12,1 % составляли одинокие пожилые люди (старше 65 лет).
Население города по возрастному диапазону распределилось следующим образом: 20,6 % — жители младше 18 лет, 62,7 % — от 18 до 65 лет и 16,7 % — в возрасте 65 лет и старше. Средний возраст населения — 40,9 года. На каждые 100 женщин приходилось 97,0 мужчины, при этом на 100 совершеннолетних женщин приходилось уже 96,1 мужчин сопоставимого возраста.
В 2014 году из 19987 трудоспособных жителей старше 16 лет имели работу 9494 человек. При этом мужчины имели медианный доход в 38 958 долларов США в год против 26 361 долларов среднегодового дохода у женщин. В 2014 году медианный доход на семью оценивался в 48 400 $, на домашнее хозяйство — в 39 188 $. Доход на душу населения — 19 537 $. 15,4 % от всего числа семей и 20,9 % от всей численности населения находилось на момент переписи за чертой бедности.
Динамика численности населения:
|  |